# Altes Schloss Rauschenberg

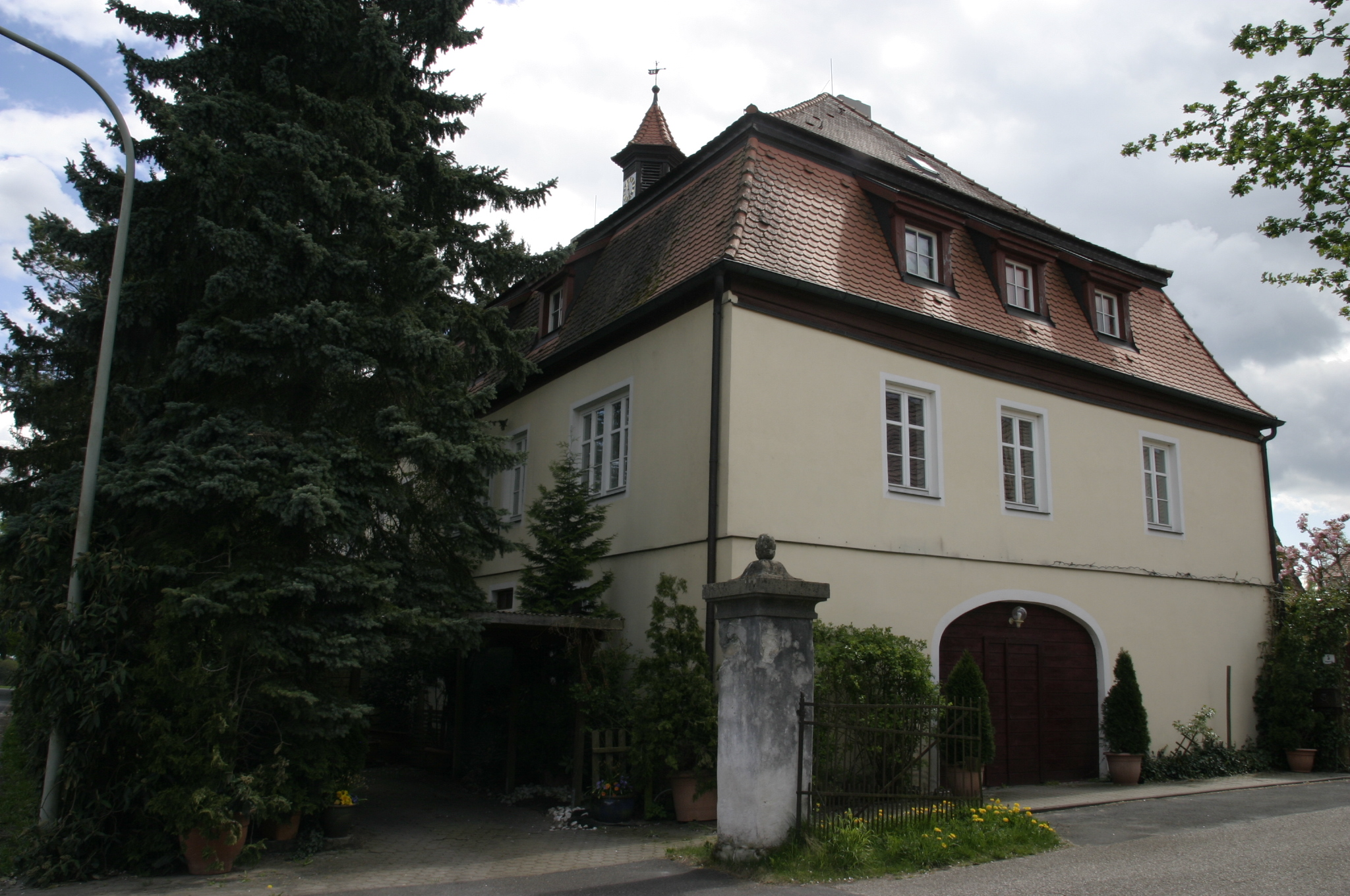
Altes Schloss Rauschenberg

Das Alte Schloss Rauschenberg ist ein denkmalgeschütztes Bauwerk, das im Gemeindeteil Rauschenberg des Marktes Dachsbach im Landkreis Neustadt an der Aisch-Bad Windsheim in Mittelfranken in Bayern steht. Das Gebäude ist unter der Denkmalnummer D-5-75-117-17 als Baudenkmal in die Bayerische Denkmalliste eingetragen.

## Beschreibung
Der ehemalige Dienstsitz des Vogtes wurde im 17. Jahrhundert gebaut. Heute ist es Privateigentum. Das zweigeschossige, traufständige Bauwerk ist mit einem Mansarddach bedeckt, aus dem sich in der Mitte ein sechseckiger, mit einem Zeltdach bedeckter Dachreiter erhebt, der eine Turmuhr beherbergt.